# 美国的种族与犯罪
在美国，自20世紀以来，种族与犯罪之间的关系一直是公众和学术關注的焦點。不同种族群体之间的犯罪率差异很大。在美国，大多数兇殺案的受害者与犯罪者属于黑人。
学术研究表明，在刑事案件中，一些少数族裔的比例过高，部分原因在于社会经济因素，如贫困、沒有受到良好教育以及接触有害化学品（例如鉛）和污染等因素。與种族隔离有關的居住隔離也与犯罪率的种族差异有关，因为黑人歷史上長期被政府和私人阻止迁入繁荣的低犯罪率地区 。
研究还表明，警察和司法系统存在着广泛的种族和族裔歧视。研究人員通過大量学术文献比较了警察的搜查（表明被警方盤查的白人其實发现违禁品的比率较高）、法院保釋决定（表明在白人和黑人保释人數相同的情況下，白人在審判前违规行为较多）和判刑（表明当案件的基本事实和情况相似时，陪审团和法官对黑人的判刑比白人更严厉），推斷出有關种族歧视的因果關係。